# Calliste émeraude
Tangara florida
Espèce
Statut de conservation UICN

 LC  : Préoccupation mineure
Le Calliste émeraude (Tangara florida) est une espèce d'oiseaux de la famille des Thraupidae.

## Répartition
Cet oiseau vit dans les montagnes du Costa Rica et du Panama ainsi qu'au pied du versant ouest des Andes colombiennes et équatoriennes.

## Sous-espèces
D'après la classification de référence (version 5.2, 2015) du Congrès ornithologique international, cette espèce est constituée des deux sous-espèces suivantes :
- Tangara florida florida ;
- Tangara florida auriceps.